# Wat Pa Mamuang

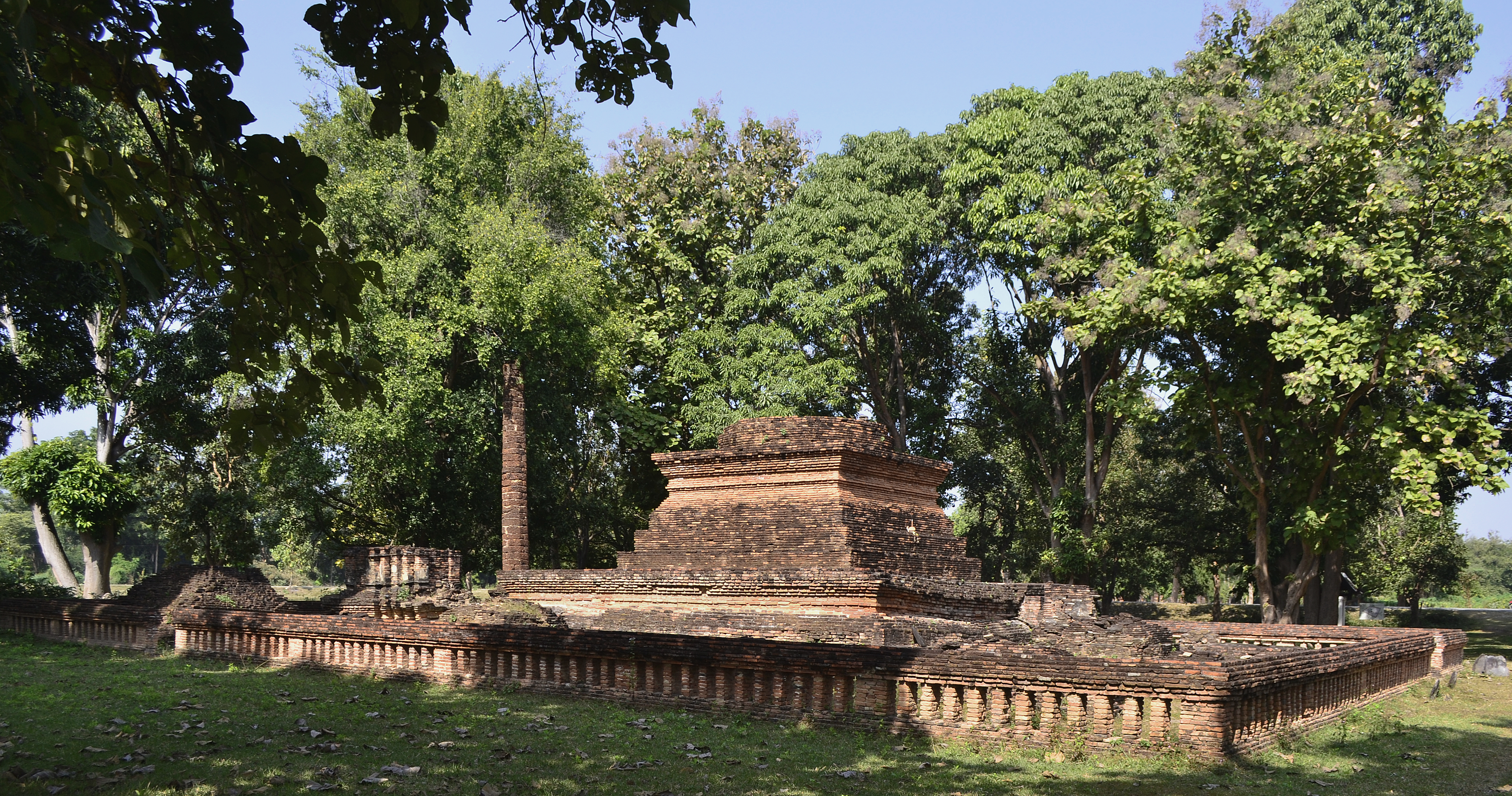
Wat Pa Mamuang, Sockel einer Chedi mit niedriger Mauer

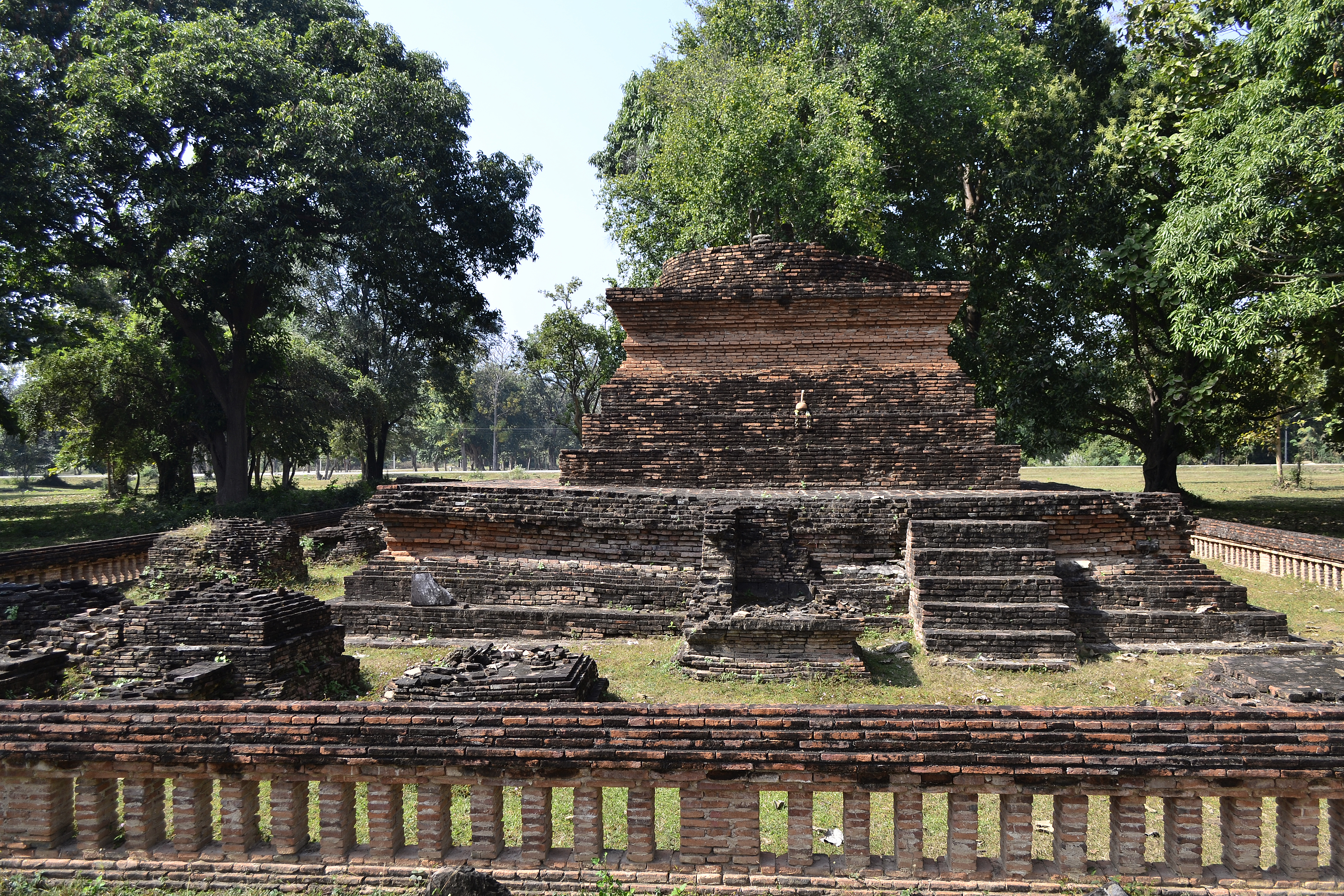
Wat Pa Mamuang

Wat Pa Mamuang (Thai วัดป่ามะม่วง – Kloster des Mango-Wäldchens) ist die Ruine einer buddhistischen Tempelanlage (Wat) in Sukhothai, Provinz Sukhothai in der Nordregion von Thailand.

## Lage
Der Wat Pa Mamuang ist Teil des Geschichtsparks Sukhothai, er liegt etwa 800 Meter westlich des O-Stadttores (ประตูอ้อ – Pratu O) außerhalb der Alten Stadt (Mueang Kao – เมืองเก่า) von Sukhothai.

## Geschichte
Der Legende nach soll König Ramkhamhaeng ein Mango-Wäldchen vor der Stadt gepflanzt haben. Es lag etwa auf halbem Wege zwischen dem „Wäldchen der Zuckerpalmen“ im königlichen Palast und dem Wat Aranyik, einem Tempel der angesehenen Waldmönche, in dem der Sangharaja residierte. Hier gründete König Loe Thai einen Königlichen Tempel, der Wat Pa Mamuang genannt wurde. Er baute hier wahrscheinlich zunächst einen Mondop für den „Devalayamahaksetra“, einen brahmanischen Schrein. Denn obwohl die Sukhothai-Könige hingebungsvolle Buddhisten waren, so konnten königliche brahmanische Zeremonien das Ansehen des Hofes vergrößern. Einige Jahre später ließ König Li Thai zwei überlebensgroße Bronze-Statuen anfertigen, einen Shiva (Mahesvara) und einen Vishnu, die bei Ausgrabungen im 20. Jahrhundert hier gefunden wurden. Die Statuen sind heute im Nationalmuseum Bangkok zu bewundern.
Da der Tempel in ruhiger Lage außerhalb der Stadt lag, wurde er bald zu einem Tempel der Lankavamsa-Waldmönche (auch นิกายลังกาวงศ์ – nikay lankawong, Sekte ceylonesischer Abstammung). Ein Mönch, der in Ceylon (heute Sri Lanka) ausgebildet und reordiniert wurde, ein Tai namens Sumana Thera, war der erste, der 1341 von König Loe Thai nach Sukhothai eingeladen wurde. Er sollte über seine Erfahrungen berichten, und dem König die Zeremonien zeigen, wie sie in Ceylon angewendet wurden. Er residierte im Mangowäldchen-Kloster.
Im Jahr 1361 ließ König Li Thai für den berühmten Mönch Mahāsāmī Sangharāja, der sein profundes Wissen der Tipitaka bei langen Studien ebenfalls in Ceylon erworben hatte, den Tempel renovieren und vergrößern. Dies wurde unter anderem in einer Steininschrift (der so genannten „Inscription VII“) erwähnt, die der König anfertigen ließ. Um den Gelehrten willkommen zu heißen, schickte er ihm Mitglieder der königlichen Familie entgegen, die ihn dann von Kamphaeng Phet über den so genannten „Phra Ruang Highway“ bis nach Sukhothai begleiteten. In der Hauptstadt Sukhothai wurde die Hauptstraße Rājamārga vom westlichen bis zum östlichen Stadttor festlich geschmückt. Sie wurde sogar mit Teppichen ausgelegt, damit der Fuß des Gastes den Boden nicht berühren sollte. Der Mahāsāmī wurde dann weiter bis zum Mango-Wäldchen-Kloster geleitet, wo er mit der Gesandtschaft und dem König die dreimonatige Regenzeitklausur verbrachte (siehe auch: Khao Phansa). Auf Steininschriften (den so genannten „Inscription IV“ und „Inscription V“) steht weiter beschrieben, dass sich der König am 23. November 1361 zum Mönch ordinieren ließ. König Li Thai war somit der erste siamesische König, der eine Zeitlang im buddhistischen Kloster verbrachte. Seitdem wurde diese Tradition von vielen siamesischen und thailändischen Königen fortgeführt, zuletzt war es der jetzige König Maha Vajiralongkorn, der 1978 einige Tage als Bhikkhu im Wat Bowonniwet lebte.

## Sehenswürdigkeiten
Heute ist hier der quadratische Sockel einer Chedi zu sehen. Er hat eine Seitenlänge von 12 Metern und ist von einer niedrigen Ziegel-Mauer mit Balustern umgeben.
Außerdem gibt es das Ziegel-Fundament einer Ordinationshalle (Ubosot), das 12 Meter × 18 Meter groß ist.
In einiger Entfernung befinden sich noch die Überreste des Mondop, der einmal von mehreren kleinen Chedis umgeben war.
Von den Kutis, der Versammlungshalle (Wihan) „mit Szenen aus dem Leben Buddhas“ und der großen Buddha-Statue, die König Li Thai beschrieb, sind heute keine Überreste mehr zu finden.